# Антрім (округ)
Шаблон:StateAbbr_ 45°01′ пн. ш. 85°11′ зх. д. / 45.01° пн. ш. 85.18° зх. д.
Округ Антрім (англ. Antrim County) — округ (графство) у штаті Мічиган, США. Ідентифікатор округу 26009.

## Історія
Округ утворений 1840 року.

## Демографія
За даними перепису
2000 року
загальне населення округу становило 23110 осіб, усе сільське.
Серед мешканців округу чоловіків було 11545, а жінок — 11565. В окрузі було 9222 домогосподарства, 6712 родин, які мешкали в 15090 будинках.
Середній розмір родини становив 2,89.
Віковий розподіл населення поданий у таблиці:
| Стать    | До 15 років | 15-21 | 22-29 | 30-39 | 40-49 | 50-65 | 65-85 | Понад 85 |
| -------- | ----------- | ----- | ----- | ----- | ----- | ----- | ----- | -------- |
| Чоловіки | 2383        | 1034  | 861   | 1452  | 1771  | 2177  | 1754  | 113      |
| Жінки    | 2246        | 869   | 789   | 1508  | 1706  | 2281  | 1920  | 246      |

## Суміжні округи
- Шарлевуа — північ
- Отсего — схід
- Кроуфорд — південний схід
- Калкаска — південь
- Гранд-Траверс — південний захід
- Лілано — захід

## Персоналії
- Рекс Біч (1877—1949) — американський письменник.

## Виноски
1. ↑  US Decennial Census. US Census Bureau. Архів оригіналу за 2 серпня 2018. Процитовано 18 вересня 2014.
2. ↑  Historical Census Browser. University of Virginia Library. Архів оригіналу за 11 серпня 2012. Процитовано 18 вересня 2014.
3. ↑  Population of Counties by Decennial Census: 1900 to 1990. US Census Bureau. Архів оригіналу за 15 лютого 2015. Процитовано 18 вересня 2014.
4. ↑  Census 2000 PHC-T-4. Ranking Tables for Counties: 1990 and 2000 (PDF). US Census Bureau. Архів оригіналу (PDF) за 18 грудня 2014. Процитовано 18 вересня 2014.
5. ↑  State & County QuickFacts. US Census Bureau. Архів оригіналу за 6 липня 2011. Процитовано 26 серпня 2013. [Архівовано 2011-06-06 у Wayback Machine.](англ.) Наведено за англійською вікіпедією.
6. ↑  American FactFinder. Бюро перепису населення США. Архів оригіналу за 26 лютого 2012. Процитовано 31 січня 2008. [Архівовано 2008-05-21 у Wayback Machine.]

| США | Це незавершена стаття з географії США. Ви можете допомогти проєкту, виправивши або дописавши її. |